# Larry Murphy
Lawrence Thomas Murphy (* 8. März 1961 in Scarborough, Ontario) ist ein ehemaliger kanadischer Eishockeyspieler, der während seiner aktiven Karriere zwischen 1978 und 2001 unter anderem 1830 Spiele für die Los Angeles Kings, Washington Capitals, Minnesota North Stars, Pittsburgh Penguins, Toronto Maple Leafs und Detroit Red Wings in der National Hockey League auf der Position des Verteidigers bestritten hat. Murphy, der im Jahr 2004 in die Hockey Hall of Fame aufgenommen wurde und zu den besten Verteidigern seiner Generation gehört, gewann im Verlauf seiner 21-jährigen NHL-Karriere insgesamt viermal den Stanley Cup – jeweils zweimal mit Pittsburgh und Detroit. Darüber hinaus wurde er dreimal ins NHL Second All-Star Team berufen und nahm an ebenso vielen All-Star Games teil.

## Karriere

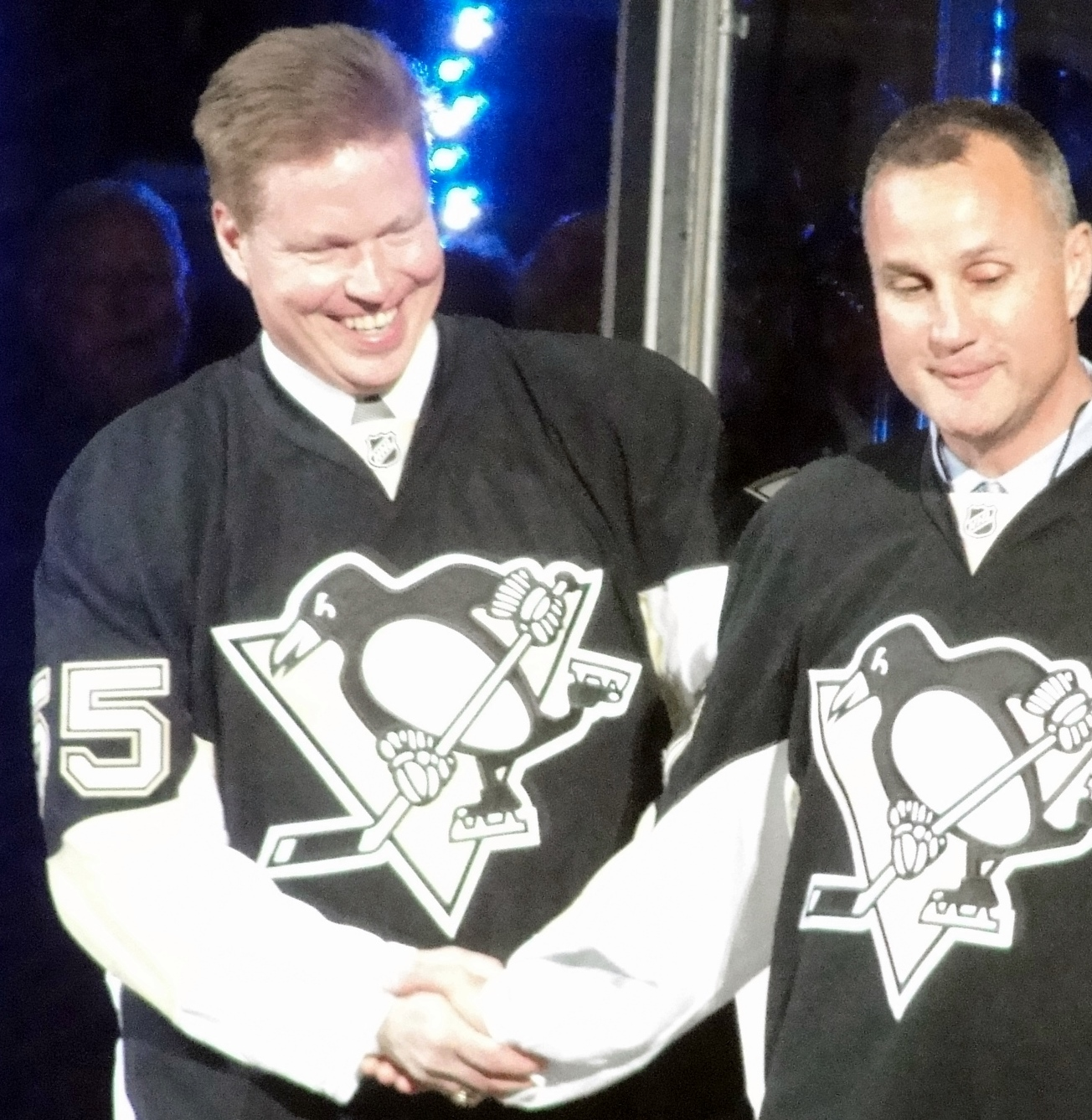
Larry Murphy (li.), April 2010

Nach zwei Jahren in der Ontario Hockey League bei den Peterborough Petes wurde Larry Murphy beim NHL Entry Draft 1980 in der ersten Runde als insgesamt Vierter von den Los Angeles Kings ausgewählt. In seinem Rookie-Saison 1980/81 stellte er mit 60 Assists und 76 Scorerpunkten zwei bis heute bestehende NHL-Rekorde für Rookie-Verteidiger auf. Während seiner 21 Jahre in der National Hockey League absolvierte er 1615 Spiele in der regulären Saison. Nach seinem Karriereende 2001 war das auch ein Rekord, dieser wurde im Verlauf der Saison 2003/04 allerdings übertroffen. Zweimal gewann er mit den Pittsburgh Penguins (1991 und 1992) und zweimal mit den Detroit Red Wings (1997 und 1998) den Stanley Cup. 2004 wurde der Rechtsschütze in die Hockey Hall of Fame aufgenommen. Er hat in seiner gesamten Karriere 1216 Punkte erzielt und ist damit noch immer viertbester Verteidiger aller Zeiten.

## Erfolge und Auszeichnungen
| - 1979 J.-Ross-Robertson-Cup-Gewinn mit den Peterborough Petes - 1979 Memorial-Cup-Gewinn mit den Peterborough Petes - 1980 J.-Ross-Robertson-Cup-Gewinn mit den Peterborough Petes - 1980 Max Kaminsky Trophy - 1980 OHL First All-Star Team - 1980 Memorial Cup All-Star Team - 1987 NHL Second All-Star Team - 1991 Stanley-Cup-Gewinn mit den Pittsburgh Penguins - 1992 Stanley-Cup-Gewinn mit den Pittsburgh Penguins | - 1993 NHL Second All-Star Team - 1994 Teilnahme am NHL All-Star Game - 1995 NHL Second All-Star Team - 1996 Teilnahme am NHL All-Star Game - 1997 Stanley-Cup-Gewinn mit den Detroit Red Wings - 1998 Stanley-Cup-Gewinn mit den Detroit Red Wings - 1999 Teilnahme am NHL All-Star Game - 2004 Aufnahme in die Hockey Hall of Fame |

### International
- 1985 Silbermedaille bei der Weltmeisterschaft
- 1987 Goldmedaille beim Canada Cup
- 1991 Goldmedaille beim Canada Cup

## Karrierestatistik

### International
Vertrat Kanada bei:
| - Junioren-Weltmeisterschaft 1980 - Weltmeisterschaft 1985 - Weltmeisterschaft 1987 | - Canada Cup 1987 - Canada Cup 1991 - Weltmeisterschaft 2000 |

(Legende zur Spielerstatistik: Sp oder GP = absolvierte Spiele; T oder G = erzielte Tore; V oder A = erzielte Assists; Pkt oder Pts = erzielte Scorerpunkte; SM oder PIM = erhaltene Strafminuten; +/− = Plus/Minus-Bilanz; PP = erzielte Überzahltore; SH = erzielte Unterzahltore; GW = erzielte Siegtore; 1 Play-downs/Relegation; Kursiv: Statistik nicht vollständig)